# Сезон жіночої збірної України з футболу 2016
Сезон жіночої збірної України з футболу 2016 — 24-й сезон жіночої національної команди, що розпочався 21 січня товариським матчем зі збірною Ізраїлю.
Протягом сезону команда провела 10 матчів: 4 товариських та 6 відбіркових до чемпіонату Європи 2017. Тренерський штаб використав у іграх 26 футболісток.

## Матчі

### Ізраїль 0:0 Україна
| 143. Товариський матч 21 січня 2016 16:00 UTC+2 |

| Ізраїль | 0:0      | Україна |
| ------- | -------- | ------- |
|         | Протокол |         |

| Шфаїм |

### Ізраїль 1:3 Україна
| 144. Товариський матч 23 січня 2016 19:30 UTC+2 |

| Ізраїль     | 1:3      | Україна                                                  |
| ----------- | -------- | -------------------------------------------------------- |
| Зендель 18' | Протокол | Ольга Бойченко 60' Ія Андрущак 75' Ольга Басанська 90+3' |

| Шфаїм |

### Албанія 0:4 Україна
| 145. ЧЄ-2017 (кваліфікація) 4 березня 2016 16:30 UTC+2 |

| Албанія | 0:4      | Україна                                                                                         |
| ------- | -------- | ----------------------------------------------------------------------------------------------- |
|         | Протокол | Дарина Апанащенко 14' (пен.) Тетяна Козиренко 30' Арбіона Байрактарі 67' (аг) Дарія Кравець 84' |

| Ельбасан, «Ельбасан Арена» Арбітр: Еліа Мартінес |

### Греція 1:3 Україна
| 146. ЧЄ-2017 (кваліфікація) 8 березня 2016 15:30 UTC+2 |

| Греція                 | 1:3      | Україна                                                          |
| ---------------------- | -------- | ---------------------------------------------------------------- |
| Дарія Кравець 64' (аг) | Протокол | Дарина Апанащенко 31' (пен.) Яна Калініна 68' Ольга Бойченко 80' |

| Афіни, «Агарнес» Арбітр: Кароліна Раджик-Йоган |

### Україна 2:0 Албанія
| 147. ЧЄ-2017 (кваліфікація) 8 квітня 2016 18:00 UTC+2 |

| Україна                           | 2:0      | Албанія |
| --------------------------------- | -------- | ------- |
| Дарина Апанащенко 15', 74' (пен.) | Протокол |         |

| Львів, «Арена Львів» Арбітр: Таня Суботич |

### Франція 4:0 Україна
| 148. ЧЄ-2017 (кваліфікація) 11 квітня 2016 23:00 UTC+2 |

| Франція                                                                 | 4:0      | Україна |
| ----------------------------------------------------------------------- | -------- | ------- |
| Кейра Амрауї 8' Каміль Абілі 27' Ірина Василюк 60' (аг) Амель Мажрі 89' | Протокол |         |

| Валансьєнн, «Стад дю Ено» Глядачів: 15 000 Арбітр: Естер Урбан |

### Україна 2:0 Греція
| 149. ЧЄ-2017 (кваліфікація) 7 червня 2016 19:00 UTC+2 |

| Україна                                        | 2:0      | Греція |
| ---------------------------------------------- | -------- | ------ |
| Дарина Апанащенко 2' (пен.) Ольга Бойченко 44' | Протокол |        |

| Львів, «Арена Львів» Арбітр: Лінн Андерссон |

### Боснія та Герцеговина 0:1 Україна
| 150. Товариський матч 6 серпня 2016 18:00 UTC+2 |

| Боснія і Герцеговина | 0:1      | Україна            |
| -------------------- | -------- | ------------------ |
|                      | Протокол | Ольга Овдійчук 58' |

| Зениця, «Біліно Поле» |

### Румунія 2:1 Україна
| 151. ЧЄ-2017 (кваліфікація) 15 вересня 2016 18:00 UTC+2 |

| Румунія                             | 2:1      | Україна           |
| ----------------------------------- | -------- | ----------------- |
| Лідія Гавристюк 4' Косміна Душа 11' | Протокол | Ольга Овдійчук 8' |

| Клуж-Напока, «Константін Радулеску» Арбітр: Бібіана Стейнгаус |

### Україна 0:4 Угорщина
| 152. Товариський матч 19 жовтня 2016 15:00 UTC+2 |

| Україна | 0:4      | Угорщина                                                 |
| ------- | -------- | -------------------------------------------------------- |
|         | Протокол | Жанетт Якабфі 23', 76' Жофья Рац 42' Генріетта Чісар 82' |

| Бориспіль, «Колос» |

## Статистика

### Склад команди
| №            | Гравець              | Клуб (у 2016)   | Дата народження   | Вік      | Ігор     | Голів    |          |
| Воротарі     | Воротарі             | Воротарі        | Воротарі          | Воротарі | Воротарі | Воротарі | Воротарі |
| ------------ | -------------------- | --------------- | ----------------- | -------- | -------- | -------- | -------- |
|              | Ірина Зварич         | «Зірка-2005»    | 8 травня 1983     | 33       | 6        | 5п       |          |
|              | Катерина Самсон      | «Рязань-ВДВ»    | 5 липня 1988      | 28       | 5        | 6п       |          |
|              | Ірина Саніна         | «Житлобуд-1»    | 8 жовтня 1985     | 31       | 1        | 1п       |          |
| Захисники    |                      |                 |                   |          |          |          |          |
|              | Дарія Кравець        | «БІІК-Казигурт» | 21 березня 1994   | 22       | 9        | 1        |          |
|              | Ольга Басанська      | «Рязань-ВДВ»    | 6 січня 1992      | 24       | 9        | 1        |          |
|              | Ірина Василюк        | «Житлобуд-2»    | 18 травня 1985    | 31       | 9        | 0        |          |
|              | Анастасія Філенко    | «Надєжда-Днєпр» | 1 листопада 1990  | 26       | 9        | 0        |          |
|              | Любов Шматко         | «Легенда»       | 25 жовтня 1993    | 23       | 1        | 0        |          |
|              | Катерина Корсун      | «Житлобуд-2»    | 28 серпня 1995    | 21       | 1        | 0        |          |
|              | Єлізавета Костюченко | «Житлобуд-1»    | 7 листопада 1989  | 27       | 1        | 0        |          |
| Півзахисники |                      |                 |                   |          |          |          |          |
|              | Ія Андрущак          | «Зірка-2005»    | 13 березня 1987   | 29       | 10       | 1        |          |
|              | Таміла Хімич         | «Легенда»       | 13 вересня 1994   | 22       | 10       | 0        |          |
|              | Ольга Бойченко       | «Росіянка»      | 6 січня 1989      | 27       | 9        | 3        |          |
|              | Дарина Апанащенко    | «Зірка-2005»    | 16 травня 1986    | 30       | 7        | 5        |          |
|              | Людмила Пекур        | «Рязань-ВДВ»    | 6 січня 1981      | 35       | 5        | 0        |          |
|              | Мар'яна Іванишин     | «Гурник»        | 24 серпня 1992    | 24       | 4        | 0        |          |
|              | Віра Дятел           | «Зоркий»        | 3 березня 1984    | 32       | 3        | 0        |          |
|              | Ірина Кочнєва        | «Легенда»       | 1 вересня 1994    | 22       | 3        | 0        |          |
|              | Христина Єременко    | «Житлобуд-1»    | 30 липня 1991     | 25       | 3        | 0        |          |
|              | Надія Хаванська      | «Дончанка-Азов» | 2 квітня 1989     | 27       | 2        | 0        |          |
|              | Юлія Шевчук          | «Житлобуд-1»    | 25 червня 1998    | 18       | 1        | 0        |          |
| Нападники    |                      |                 |                   |          |          |          |          |
|              | Яна Калініна         | «Житлобуд-2»    | 14 листопада 1994 | 22       | 10       | 1        |          |
|              | Ольга Овдійчук       | «Житлобуд-1»    | 16 грудня 1993    | 23       | 8        | 2        |          |
|              | Тетяна Козиренко     | «Гінтра»        | 4 травня 1996     | 20       | 8        | 1        |          |
|              | Тетяна Романенко     | «Сан-Заккаріа»  | 3 жовтня 1990     | 26       | 8        | 0        |          |
|              | Вероніка Андрухів    | «Житлобуд-2»    | 5 травня 1996     | 20       | 7        | 0        |          |
|              |                      |                 |                   |          |          |          |          |

### Тренери
| Тренер         | І  | В | Н | П | МЗ | МП | О  |
| -------------- | -- | - | - | - | -- | -- | -- |
| Володимир Рева | 10 | 6 | 1 | 3 | 16 | 12 | 19 |

### Баланс матчів
| За полями            |    |   |   |   |    |    |    |
| Поле                 | І  | В | Н | П | МЗ | МП | О  |
| Власне               | 3  | 2 | 0 | 1 | 4  | 4  | 6  |
| Чуже                 | 7  | 4 | 1 | 2 | 12 | 8  | 13 |
| За турнірами         |    |   |   |   |    |    |    |
| Турнір               | І  | В | Н | П | МЗ | МП | О  |
| Кваліфікація ЧЄ-2017 | 6  | 4 | 0 | 2 | 12 | 7  | 12 |
| Товариські матчі     | 4  | 2 | 1 | 1 | 4  | 5  | 7  |
| Всього               | 10 | 6 | 1 | 3 | 16 | 12 | 19 |